# To the Faithful Departed
To the Faithful Departed (es: A los fieles difuntos) es el tercer álbum de estudio de la banda irlandesa The Cranberries, publicado el 29 de abril de 1996. La mayoría de los críticos creían que el disco no tendría éxito, por ser el más experimental de todos los anteriores, pero se convirtió en un éxito de ventas. El álbum consiguió doble disco de platino en los Estados Unidos y ha vendido más de 7 millones de copias en el mundo.
La voz de la cantante Dolores O'Riordan es acompañada de retorcidas guitarras, baterías alteradas, sonidos electrónicos y letras que hablan de la falsedad, la guerra, las drogas, la muerte y las decepciones. Todas las letras son de O'Riordan. Se destacan sonidos como el neo punk rock de «Salvation», «I Just Shot John Lennon» o «Forever Yellow Skies», también el rock pesado de «Hollywood», el rock alternativo de «Free to Decide» y «The Rebels», o incluso el rock instrumental de «Bosnia».
Para la promoción de To the Faithful Departed, The Cranberries comenzaron una gira de 117 fechas, aunque no pudo culminarse debido a problemas de salud física y mental que debió afrontar O'Riordan, así como por el agotamiento de toda la banda.

## Lista de canciones
La versión europea incluía estas quince canciones, en los Estados Unidos se omitieron Intermission y Cordell.
1. "Hollywood" (Dolores O'Riordan) - 5:08
2. "Salvation" (Noel Hogan/O'Riordan) - 2:23
3. "When You're Gone" (O'Riordan) - 4:56
4. "Free to Decide" (O'Riordan) - 4:25
5. "War Child" (O'Riordan) - 3:50
6. "Forever Yellow Skies" (O'Riordan) - 4:09
7. "The Rebels" (O'Riordan) - 3:20
8. "Intermission" (N. Hogan/O'Riordan) - 2:08
9. "I Just Shot John Lennon" (N. Hogan/O'Riordan) - 2:43
10. "Electric Blue" (N. Hogan/O'Riordan) - 4:51
11. "I'm Still Remembering" (O'Riordan) - 4:49
12. "Will You Remember" (O'Riordan) - 2:49
13. "Joe" (N. Hogan/O'Riordan) - 3:22
14. "Cordell" (N. Hogan/O'Riordan) - 3:41
15. "Bosnia" (O'Riordan) - 5:40

El álbum fue relanzado en 2002, con el título To the Faithful Departed (The Complete Sessions 1996-1997). Esta versión incluye canciones adicionales.
| 1. "The Picture I View" (Dolores O'Riordan) - 2:29 2. "Ave Maria" (en directo, O'Riordan/Franz Schubert/Luciano Pavarotti/Marco Ballotta) - 4:13 3. "Go Your Own Way" (Lindsey Buckingham) - 4:04 4. "God Be With You" (de la película The Devil's Own) (O'Riordan) - 3:35 |

Temas extras para Japón:

08. Intermission

14. The Picture I View

15. Cordell

CD extra (directo en Detroit):
1. Free To Decide
2. Dreams
3. Hollywood
4. Zombie
5. Dreaming My Dreams

## Caras B
1. Intermission
2. The Picture I View
3. Cordell
4. Go Your Own Way
5. God Be With You

Otras canciones:
1. Yesterday's Gone (interpretada en vivo para el acústico de MTV de 1995)
2. Crazy (versión interpretada durante la gira Free To Decide Tour, grabada en una promoción, el Coca-Cola Live Planet 2)

## Miembros
- Dolores O'Riordan: voz, teclista, guitarra rítmica, silbato, mandolina y producción.
- Noel Hogan: guitarra líder, guitarra acústica, mandolina y producción.
- Mike Hogan: bajo eléctrico y producción.
- Fergal Lawler: batería, percusión y producción.

## Personal extra
- Michael Kamen: dirección de sesión de cuerdas en "War Child", "The Rebels" y "Bosnia". Composición y arreglos de orquestación.
- Henry Daag: sierra en "Bosnia".
- Bruce Fairbairn: trompeta en "Salvation" y producción.
- Richie Buckley: saxofón tenor en "Salvation".
- Michael Buckley: saxofón tenor en "Salvation".
- Randy Raine-Reusche: percusión adicional.